# نزل (فلم 2005)
نزل (بالإنجليزية: Hostel) هو فيلم رعب أُنتج في الولايات المتحدة سنة 2005.

## القصة
يقرر صديقان أمريكيين باكستون وجوش وصديقهما الجديد اولى القيام برحله هدفها اللهو والمتعة، فيذهبون إلى فندق في مدينه صغيره تدعى براتسلافا يخفى سرا مخيفا يحول رحلتهم لكابوس ففى اليوم الثانى بعد ليله حافله يختفى اولى ويحاول جوش وباكستون العثور عليه.

## الميزانية والإيرادات
بلغت تكلفة إنتاج الفيلم حوالي 4.8 مليون دولار بينما حقق أرباحا تقدر بـ 80,578,934 دولار.

## وصلات خارجية
- الموقع الرسمي
- نزل على موقع IMDb (الإنجليزية)
- نزل على موقع ميتاكريتيك (الإنجليزية)
- نزل على موقع روتن توميتوز (الإنجليزية)
- نزل على موقع نتفليكس (الإنجليزية)
- نزل على موقع قاعدة بيانات الأفلام العربية
- نزل على موقع ألو سيني (الفرنسية)
- نزل على موقع Turner Classic Movies (الإنجليزية)
- نزل على موقع أول موفي (الإنجليزية)
- نزل على موقع بوكس أوفيس موجو (الإنجليزية)
- نزل على موقع فيلمافينيتي (الإسبانية)